# Совместительство белков

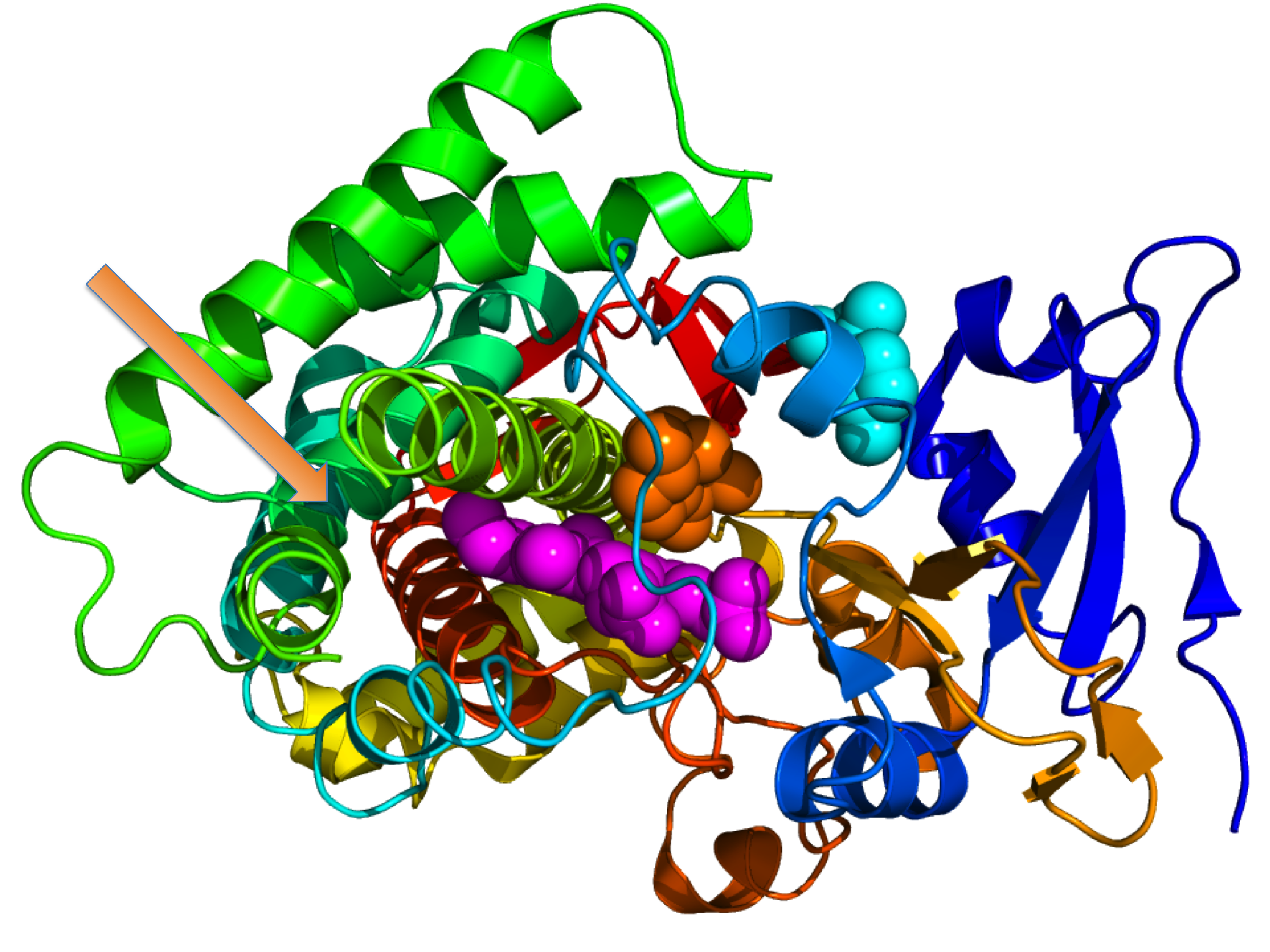
Кристаллографическая структура цитохрома P450 из бактерий S. coelicolor (рисунок радужного цвета, N-конец = синий, C-конец = красный) в комплексе с гемовым кофактором (пурпурные сферы) и двумя молекулами его эндогенного субстрата эпи-изозизаена в виде оранжевого и голубого сферы соответственно. Субстрат оранжевого цвета находится в месте монооксигеназы, а субстрат голубого цвета занимает место входа в субстрат. Незанятый сайт подрабатывающей терпенсинтазы обозначен оранжевой стрелкой.

Совместительство белков (англ. Protein moonlighting, подработка белков, совместное использование генов) — это явление, при котором белок может выполнять более одной функции. Белки предков, работающие по совместительству, изначально обладали одной функцией, но в процессе эволюции приобрели дополнительные функции. Многие из этих белков являются ферментами; другие являются рецепторами, ионными каналами или шаперонами. Наиболее распространенной основной функцией подрабатывающих белков является ферментативный катализ, но эти ферменты приобрели вторичные неферментативные роли. Некоторые примеры функций подрабатывающих белков, вторичных по отношению к катализу, включают передачу сигнала, регуляцию транскрипции, апоптоз, подвижность и структурную деятельность.
Белковое совместительство может широко встречаться в природе. Совместительство белка за счет совместного использования генов отличается от использования одного гена для создания различных белков путем альтернативного сплайсинга РНК, перестройки ДНК или посттрансляционного процессинга. Оно также отличается от многофункциональности белка, при котором белок имеет несколько доменов, каждый из которых выполняет свою функцию. Подработка белка за счет совместного использования генов означает, что ген может приобретать и поддерживать вторую функцию без дублирования гена и без потери основной функции. Такие гены находятся под двумя или более совершенно разными селективными ограничениями.
Были использованы различные методы, чтобы выявить совместные функции в белках. Обнаружение белка в неожиданных местах в клетках, типах клеток или тканях может косвенно свидетельствовать о том, что белок выполняет дополнительную функцию. Кроме того, гомология последовательности или структуры белка может быть использована для вывода как о первичной функции, так и о вторичных дополнительных функциях белка.
Наиболее хорошо изученными примерами совместного использования генов являются кристаллины. Эти белки при экспрессии на низких уровнях во многих тканях функционируют как ферменты, но при экспрессии на высоких уровнях в тканях глаза становятся плотно упакованными и, таким образом, образуют линзы. Хотя признание совместного использования генов произошло относительно недавно — этот термин был придуман в 1988 году, после того как было обнаружено, что кристаллины у кур и уток идентичны отдельно идентифицированным ферментам, — недавние исследования обнаружили множество примеров во всем живом мире. Джорам Пятигорски предположил, что многие или все белки в той или иной степени демонстрируют общие гены, и что совместное использование генов является ключевым аспектом молекулярной эволюции:1–7. Гены, кодирующие кристаллины, должны поддерживать последовательности для каталитической функции и функции поддержания прозрачности.
Несоответствующая работа по совместительству является фактором, способствующим возникновению некоторых генетических заболеваний, а работа по совместительству обеспечивает возможный механизм, с помощью которого бактерии могут стать устойчивыми к антибиотикам.

## Открытие
Первое наблюдение «подрабатывающего» белка было сделано в конце 1980-х годов Джорамом Пятигорски и Грэмом Уистоу во время их исследования кристаллиновых ферментов. Пятигорски определил, что сохранение и изменчивость кристаллина в хрусталике связаны с другими функциями совмещения вне хрусталика. Первоначально Пятигорски называл эти белки «белками с общим геномом», но впоследствии Констанс Джеффри в 1999 году применила к белкам разговорное описание «подработка», чтобы провести сходство между многозадачными белками и людьми, работающими на двух работах. Фраза «совместное использование генов» неоднозначна, поскольку она также используется для описания горизонтального переноса генов, поэтому фраза «совместное использование белков» стала предпочтительным описанием белков с более чем одной функцией.

## Эволюция
Считается, что подрабатывающие белки возникли в результате эволюции, в результате которой однофункциональные белки приобрели способность выполнять несколько функций. С изменениями большая часть неиспользованного пространства белка может обеспечить новые функции. Многие совместные белки являются результатом слияния двух генов с единственной функцией. В качестве альтернативы один ген может приобретать вторую функцию, поскольку активный сайт кодируемого белка обычно мал по сравнению с общим размером белка, оставляя достаточно места для размещения второго функционального сайта. В ещё третьем варианте один и тот же активный сайт может приобретать вторую функцию посредством мутаций активного сайта.
Развитие подрабатывающих белков может быть эволюционно благоприятным для организма, поскольку один белок может выполнять работу нескольких белков, сохраняя аминокислоты и энергию, необходимые для синтеза этих белков. Однако общепризнанной теории, объясняющей, почему эволюционировали белки с множественными ролями, не существует. Хотя использование одного белка для выполнения нескольких ролей кажется выгодным, потому что он сохраняет небольшой геном, мы можем заключить, что это, вероятно, не является причиной подработки из-за большого количества некодирующей ДНК.

## Функции
Многие белки катализируют химические реакции. Другие белки выполняют структурную, транспортную или сигнальную роль. Кроме того, многие белки обладают способностью агрегировать в надмолекулярные сборки. Например, рибосома состоит из 90 белков и РНК.
Ряд известных в настоящее время белков-совместителей эволюционно произошли от высококонсервативных ферментов, также называемых древними ферментами. Часто предполагается, что эти ферменты развили подрабатывающие функции. Поскольку высококонсервативные белки присутствуют во многих различных организмах, это увеличивает вероятность того, что у них разовьются вторичные совместные функции. Большая часть ферментов, участвующих в гликолизе, древнем универсальном метаболическом пути, проявляет работу по совместительству. Кроме того, было высказано предположение, что целых 7 из 10 белков в гликолизе и 7 из 8 ферментов цикла трикарбоновых кислот демонстрируют поведение по совместительству.
Примером подрабатывающего фермента является пируваткарбоксилаза. Этот фермент катализирует карбоксилирование пирувата в оксалоацетат, восполняя тем самым цикл трикарбоновых кислот. Удивительно, но у таких видов дрожжей, как H. polymorpha и P. pastoris, пируваткарболаза также необходима для правильного нацеливания и сборки пероксисомальной протеин-алкогольоксидазы (АО). АО, первый фермент метаболизма метанола, представляет собой гомооктамерный флавофермент. В клетках дикого типа этот фермент присутствует в виде ферментативно активных октамеров АО в пероксисомальном матриксе. Однако в клетках, лишенных пируваткарбоксилазы, мономеры АО накапливаются в цитозоле, указывая на то, что пируваткарбоксилаза выполняет вторую, полностью не связанную с ней функцию сборки и импорта. Функция импорта/сборки АО полностью не зависит от ферментативной активности пируваткарбоксилазы, поскольку могут быть введены аминокислотные замены, которые полностью инактивируют ферментативную активность пируваткарбоксилазы, не влияя на её функцию сборки и импорта АО. Наоборот, известны мутации, блокирующие функцию этого фермента по импорту и сборке АО, но не влияющие на ферментативную активность белка.
Антиоксидантный белок тиоредоксин E. coli является ещё одним примером белка-совместителя. При заражении бактериофагом Т7 тиоредоксин E. coli образует комплекс с ДНК-полимеразой Т7, что приводит к усилению репликации ДНК Т7, что является важным шагом для успешной инфекции Т7. Тиоредоксин связывается с петлей ДНК-полимеразы Т7 для более прочного связывания с ДНК. Антиоксидантная функция тиоредоксина полностью автономна и полностью независима от репликации ДНК Т7, в которой белок, скорее всего, выполняет функциональную роль.
ADT2 и ADT5 — ещё один пример белков-совместителей, обнаруженных в растениях. Оба этих белка играют роль в биосинтезе фенилаланина, как и все другие ADT. Однако ADT2 вместе с FtsZ необходим при делении хлоропластов, а ADT5 транспортируется стромулами в ядро.

## Механизмы

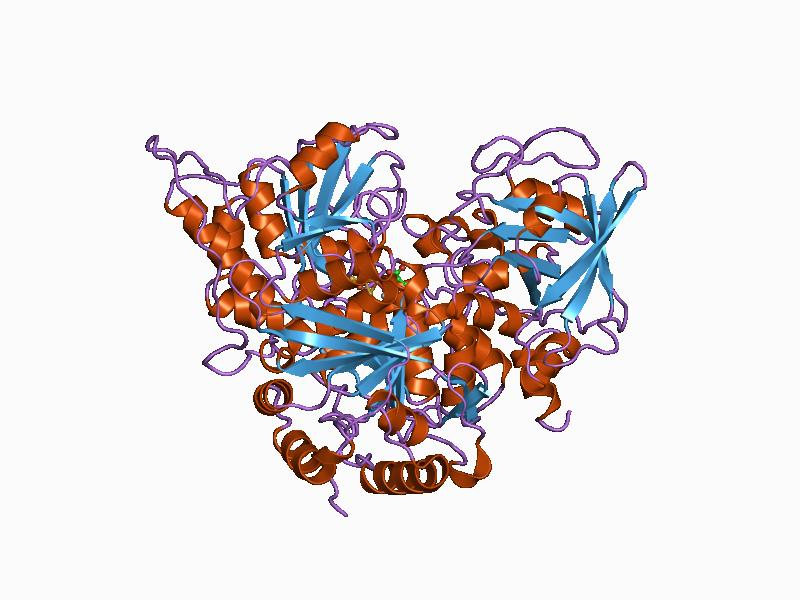
Кристаллографическая структура аконитазы.

Во многих случаях функциональность белка зависит не только от его структуры, но и от его местоположения. Например, один белок может иметь одну функцию, когда находится в цитоплазме клетки, другую функцию, когда взаимодействует с мембраной, и третью функцию, если он выделяется из клетки. Это свойство подрабатывающих белков известно как «дифференциальная локализация». Например, при более высоких температурах DegP (HtrA) будет функционировать как протеаза путем направленной деградации белков, а при более низких температурах — как шаперон, способствуя нековалентной укладке или разворачиванию, а также сборке или разборке других макромолекулярных структур. Более того, совместные белки могут проявлять различное поведение не только в результате своего расположения внутри клетки, но и в зависимости от типа клетки, в которой экспрессируется белок. Многофункциональность также может быть следствием дифференциальных посттрансляционных модификаций (ПТМ). Было показано, что в случае гликолитического фермента глицеральдегид-3-фосфатдегидрогеназы (GAPDH) изменения в PTM связаны с мультифункциональностью более высокого порядка.
Другими методами, с помощью которых белки могут «подрабатывать», являются изменение их олигомерного состояния, изменение концентрации лиганда или субстрата белка, использование альтернативных сайтов связывания или, наконец, фосфорилирование. Примером белка, который проявляет различную функцию в различных олигомерных состояниях, является пируваткиназа, которая проявляет метаболическую активность в виде тетрамера и активность связывания тиреоидных гормонов в виде мономера. Изменения концентрации лигандов или субстратов могут вызвать переключение функции белка. Например, в присутствии высоких концентраций железа аконитаза действует как фермент, а при низкой концентрации железа аконитаза действует как железо-чувствительный элемент-связывающий белок (IREBP), увеличивая поглощение железа. Белки также могут выполнять отдельные функции за счет использования альтернативных сайтов связывания, которые выполняют разные задачи. Примером этого является церулоплазмин, белок, который действует как оксидаза в метаболизме меди и работает как медь-независимая глутатионпероксидаза. Наконец, фосфорилирование может иногда вызывать переключение функции подрабатывающего белка. Например, фосфорилирование фосфоглюкозоизомеразы (PGI) по Ser-185 протеинкиназой CK2 приводит к тому, что она перестает функционировать как фермент, сохраняя при этом свою функцию аутокринного фактора подвижности. Следовательно, когда происходит мутация, которая инактивирует функцию подрабатывающих белков, другие функции не обязательно затрагиваются.
Были определены кристаллические структуры нескольких подрабатывающих белков, таких как самонаводящаяся эндонуклеаза / матураза I-AniI и пролиндегидрогеназа / фактор транскрипции PutA. Анализ этих кристаллических структур продемонстрировал, что белки-совместители могут либо выполнять обе функции одновременно, либо посредством конформационных изменений чередовать два состояния, каждое из которых способно выполнять отдельную функцию. Например, белок DegP играет роль в протеолизе при более высоких температурах и участвует в функциях рефолдинга при более низких температурах. Наконец, эти кристаллические структуры показали, что вторая функция может отрицательно влиять на первую функцию некоторых белков-совместителей. Как видно из ƞ-кристаллина, вторая функция белка может изменять структуру, снижая гибкость, что, в свою очередь, может несколько ухудшать ферментативную активность.

## Методы идентификации
Белки, работающие по совместительству, обычно идентифицировались случайно, потому что не существует четкой процедуры для определения вторичных функций по совместительству. Несмотря на такие трудности, количество открытых белков-совместителей быстро растет. Более того, похоже, что подрабатывающие белки в изобилии присутствуют во всех царствах жизни.
Для определения функции белка использовались различные методы, включая вторичные функции совмещения. Например, тканевое, клеточное или субклеточное распределение белка может указывать на его функцию. ПЦР в реальном времени используется для количественного определения мРНК и, следовательно, для определения наличия или отсутствия определённого белка, который кодируется мРНК в различных типах клеток. В качестве альтернативы можно использовать иммуногистохимию или масс-спектрометрию для непосредственного обнаружения присутствия белков и определения, в каких субклеточных местах, типах клеток и тканях экспрессируется конкретный белок.
Масс-спектрометрия может использоваться для обнаружения белков на основе отношения их массы к заряду. Из-за альтернативного сплайсинга и посттрансляционной модификации идентификация белков только по массе исходного иона очень затруднена. Однако для однозначной идентификации белков можно использовать тандемную масс-спектрометрию, в которой каждый из исходных пиков, в свою очередь, фрагментирован. Следовательно, тандемная масс-спектрометрия является одним из инструментов, используемых в протеомике для определения присутствия белков в различных типах клеток или субклеточных локализациях. В то время как присутствие подрабатывающего белка в неожиданном месте может усложнить рутинные анализы, в то же время обнаружение белка в неожиданных мультибелковых комплексах или местах предполагает, что белок может иметь подрабатывающую функцию. Кроме того, масс-спектрометрия может использоваться для определения того, имеет ли белок высокие уровни экспрессии, которые не коррелируют с измеренной метаболической активностью фермента. Эти уровни экспрессии могут означать, что белок выполняет функцию, отличную от известной ранее.
Структура белка также может помочь определить его функции. Структура белка, в свою очередь, может быть выяснена различными методами, включая рентгеновскую кристаллографию или ЯМР. Интерферометрию с двойной поляризацией можно использовать для измерения изменений в структуре белка, что также может дать представление о функции белка. Наконец, применение подходов системной биологии, таких как интерактомика, дает ключ к разгадке функций белков на основе того, с чем они взаимодействуют.

## Многофункциональность высшего порядка
В случае гликолитического фермента глицеральдегид-3-фосфатдегидрогеназы (ГАФД) в дополнение к большому количеству чередующихся функций также было замечено, что он может выполнять одну и ту же функцию несколькими способами (многофункциональность внутри многофункциональности). Например, в своей роли в поддержании гомеостаза клеточного железа ГАФД может импортировать или вытеснять железо из клеток. Более того, в случае его активности по импорту железа он может транспортировать в клетки голотрансферрин, а также родственную молекулу лактоферрин несколькими путями.

## Кристаллины

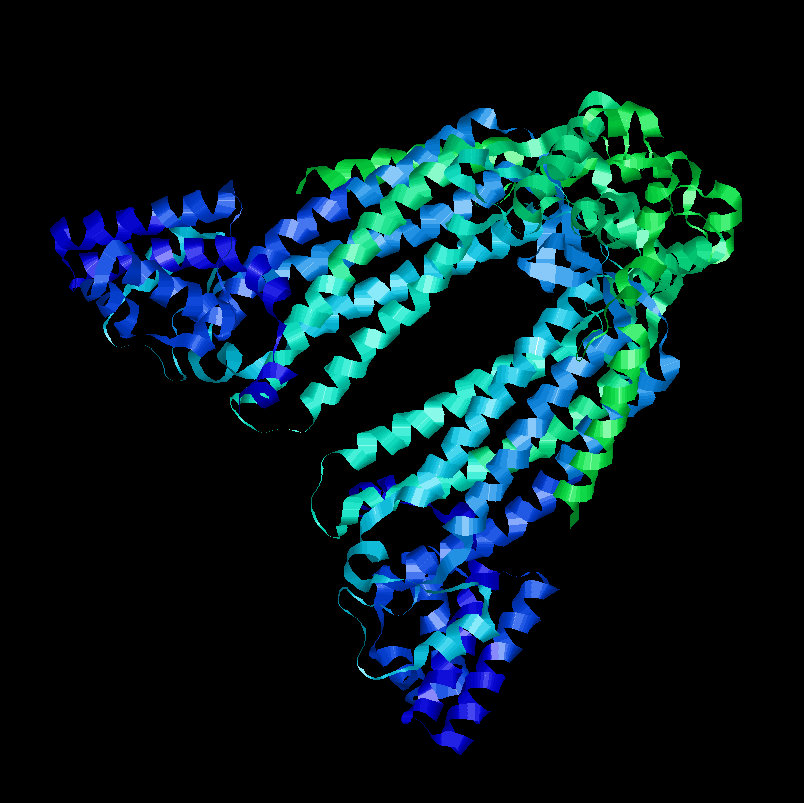
Кристаллин уток, который проявляет активность аргининосукцинатлиазы и является ключевым структурным компонентом глазных хрусталиков, пример совместного использования генов.

В случае кристаллинов гены должны поддерживать последовательности для каталитической функции и функции поддержания прозрачности. Обильные кристаллины хрусталика обычно рассматриваются как статические белки, играющие строго структурную роль в прозрачности и катаракте. Однако недавние исследования показали, что кристаллины хрусталика гораздо более разнообразны, чем считалось ранее, и что многие из них родственны или идентичны метаболическим ферментам и стрессовым белкам, обнаруженным во многих тканях. В отличие от других белков, выполняющих узкоспециализированные задачи, таких как глобин или родопсин, кристаллины очень разнообразны и обнаруживают многочисленные видовые различия. Практически все хрусталики позвоночных содержат представителей α- и β/γ-кристаллинов, «повсеместных кристаллинов», которые сами по себе гетерогенны, и лишь немногие виды или отдельные таксономические группы используют совершенно разные белки в качестве кристаллинов хрусталика. Этот парадокс, заключающийся в том, что кристаллины очень консервативны по последовательности, но чрезвычайно разнообразны по количеству и распределению, показывает, что многие кристаллины выполняют жизненно важные функции вне хрусталика и роговицы, и эта многофункциональность кристаллинов достигается совместным трудом.

### Генная регуляция
Рекрутирование кристаллинов может происходить за счет изменений в регуляции генов, что приводит к высокой экспрессии хрусталика. Одним из таких примеров является глутатион-S-трансфераза/S11-кристаллин, который был специализирован для экспрессии хрусталика за счет изменения регуляции генов и дупликации генов. Тот факт, что сходные транскрипционные факторы, такие как Pax-6 и рецепторы ретиноевой кислоты, регулируют различные кристаллические гены, предполагает, что экспрессия, специфичная для хрусталика, играет решающую роль в рекрутировании многофункциональных белков в виде кристаллинов. Рекрутирование кристаллинов происходило как с дупликацией гена, так и без неё, и среди некоторых кристаллинов происходила тандемная дупликация генов, при этом один из дупликатов специализировался на экспрессии хрусталика. Двумя примерами являются повсеместно распространенные α-кристаллины и δ-кристаллины птиц.

### Альфа-кристаллины
α-кристаллины, которые способствовали открытию кристаллинов как заимствованных белков, постоянно поддерживали теорию совместного использования генов, а также помогали определить механизмы, используемые для совместного использования генов. Существует два гена α-кристаллина (αA и αB), аминокислотная последовательность которых примерно на 55 % идентична. Исследования экспрессии в клетках, не являющихся хрусталиками, показали, что αB-кристаллин, помимо того, что он является функциональным белком хрусталика, является функциональным малым белком теплового шока. αB-кристаллин индуцируется теплом и другими физиологическими стрессами и может защищать клетки от повышенных температур и гипертонического стресса. αB-кристаллин также гиперэкспрессируется при многих патологиях, включая нейродегенеративные заболевания, преждевременное старение фибробластов пациентов с синдромом Вернера и аномалии роста. В дополнение к сверхэкспрессии в аномальных условиях, αB-кристаллин конститутивно экспрессируется в сердце, скелетных мышцах, почках, легких и многих других тканях. В отличие от αB-кристаллина, за исключением низкого уровня экспрессии в тимусе, селезенке и сетчатке , αA-кристаллин высоко специализирован для экспрессии в хрусталике и не индуцируется стрессом. Однако, как и αB-кристаллин, он также может функционировать как молекулярный шаперон и защищать от теплового стресса.

### Бета/гамма-кристаллины
β/γ-кристаллины отличаются от α-кристаллинов тем, что представляют собой большое мультигенное семейство. Другие белки, такие как оболочка бактериальных спор, белок кисты слизевика и белок, специфичный для дифференцировки эпидермиса, содержат те же самые греческие ключевые мотивы и относятся к надсемейству β/γ кристаллинов. Эта взаимосвязь подтверждает идею, что β/γ-кристаллины были рекрутированы с помощью механизма совместного использования генов. Однако, за исключением нескольких сообщений, непреломляющая функция β/γ-кристаллина ещё не обнаружена.

### Кристаллины роговицы
Подобно хрусталику, роговица представляет собой прозрачную бессосудистую ткань, полученную из эктодермы, которая отвечает за фокусировку света на сетчатке. Однако, в отличие от хрусталика, рефракция роговицы зависит от поверхности раздела воздушной камеры и её кривизны. Ранние иммунологические исследования показали, что BCP 54 составляет 20-40 % от общего растворимого белка в бычьей роговице. Последующие исследования показали, что BCP 54 представляет собой ALDH3, цитозольный фермент, индуцируемый опухолью и ксенобиотиками, обнаруженный у человека, крысы и других млекопитающих.

### Нерефракционная роль кристаллинов в хрусталике и роговице
Хотя очевидно, что совместное использование генов привело к тому, что многие кристаллины хрусталика стали многофункциональными белками, все ещё неясно, в какой степени кристаллины используют свои нерефракционные свойства в хрусталике или на каком основании они были выбраны. α-кристаллины обеспечивают убедительный довод в пользу того, что кристаллин хрусталика использует свою непреломляющую способность внутри хрусталика для предотвращения агрегации белков при различных стрессах окружающей среды и для защиты от инактивации ферментов посттрансляционными модификациями, такими как гликирование. α-кристаллины могут также играть функциональную роль в стабильности и ремоделировании цитоскелета во время дифференцировки волокнистых клеток в хрусталике. В роговице также предполагается, что ALDH3 отвечает за поглощение УФ-В света.

### Совместная эволюция хрусталика и роговицы путем обмена генами
Основываясь на сходстве между хрусталиком и роговицей, таком как обилие водорастворимых ферментов, и происходящем из эктодермы, считается, что хрусталик и роговица эволюционировали совместно как «единица преломления». Обмен генами максимизирует передачу и преломление света на сетчатку этой преломляющей единицей. Исследования показали, что многие водорастворимые ферменты/белки, экспрессируемые роговицей, идентичны таксон-специфическим кристаллинам хрусталика, таким как ALDH1A1/η-кристаллин, α-энолаза/τ-кристаллин и лактатдегидрогеназа/-кристаллин. Кроме того, эпителий роговицы бесхвостых животных, который может трансдифференцироваться для регенерации хрусталика, обильно экспрессирует вездесущие кристаллины хрусталика, α, β и γ, в дополнение к таксон-специфичному кристаллину α-энолаза/τ-кристаллин. В целом, сходство в экспрессии этих белков в роговице и хрусталике, как по изобилии, так и по таксон-специфичности, поддерживает идею коэволюции хрусталика и роговицы посредством совместного использования генов.

## Отношение к подобным понятиям
Совместное использование генов связано с несколькими концепциями генетики, эволюции и молекулярной биологии, но отличается от них. Совместное использование генов влечет за собой множественные эффекты одного и того же гена, но, в отличие от плейотропии, оно обязательно включает отдельные функции на молекулярном уровне. Ген может проявлять плейотропию, когда функция одного фермента влияет на несколько фенотипических признаков; мутации общего гена потенциально могут повлиять только на один признак. Дупликация генов, за которой следует дифференциальная мутация, является ещё одним явлением, которое считается ключевым элементом в эволюции функции белка, но при совместном использовании генов не происходит расхождения последовательности генов, когда белки берут на себя новые функции; один полипептид берет на себя новые роли, сохраняя при этом старые. Альтернативный сплайсинг может привести к получению нескольких полипептидов (с несколькими функциями) из одного гена, но по определению совместное использование генов включает несколько функций одного полипептида:8–14.

## Клиническое значение
Многочисленные роли подрабатывающих белков усложняют определение фенотипа по генотипу, затрудняя изучение наследственных метаболических нарушений .
Предполагается, что сложные фенотипы некоторых заболеваний вызваны участием белков-совместителей. Белок ГАФД имеет по крайней мере 11 задокументированных функций, одна из которых включает апоптоз. Чрезмерный апоптоз связан со многими нейродегенеративными заболеваниями, такими как болезнь Гентингтона, болезнь Альцгеймера и Паркинсона, а также с ишемией головного мозга. В одном случае ГАФД был обнаружен в дегенеративных нейронах людей, страдающих болезнью Альцгеймера.
Хотя доказательств для определённых выводов недостаточно, есть хорошо задокументированные примеры подрабатывающих белков, которые играют роль в развитии болезней. Одним из таких заболеваний является туберкулез. Один подрабатывающий белок M. tuberculosis выполняет функцию, противодействующую действию антибиотиков. В частности, бактерия приобретает устойчивость к антибиотикам против ципрофлоксацина из-за сверхэкспрессии глутаматрацемазы in vivo. Было показано, что ГАФД, локализованный на поверхности патогенных микобактерий, захватывает и транспортирует трансферрин белка-носителя железа млекопитающих в клетки, что приводит к приобретению железа патогеном.